# Аль-Мурабитун (Ливан)
Аль-Мурабитун (Движение независимых насеристов: араб. حركة الناصريين المستقلين-المرابطون‎ - Harakat al-Nasiriyin al-Mustaqillin) — ливанская насеристская политическая партия. Возникла в 1957 году как оппозиция политике президента Шамуна. Партия обзавелась вооруженным ополчением и принимала участие в гражданской войне, сражаясь на стороне палестинцев против фалангистов. Также оказывала сопротивление израильской агрессии в Ливане. В 1985 году Мурабитун была разгромлена альянсом Коммунистической партии Ливана, Прогрессивно-социалистической партии Ливана и шиитского движения Амаль, после чего лидер "Аль-Мурабитун" Ибрагим Кулейлат бежал из страны. Тем не менее, партии удалось возродится и в 2018 году было известно о её лидере Мустафе Хамдане.